# Lagos Trade Fair Complex
Lagos Trade Fair Complex je název pro výstaviště, které se nachází v nigerijském městě Lagosu. Lokalizováno je v jeho západní části, při silnici Lagos–Badagry. 
Výstaviště má rozlohu 350 hektarů; rozsáhlý areál je uspořádán polycentricky do několika kruhů, které jsou navzájem propojeny. Svůj pavilon zde má nigerijská vláda a vlády jednotlivých nigerijských států. Dvě haly byly vyhrazeny pro potřeby nigerijských a zahraničních společností. Kromě výstavních hal byl v areálu zbudován také zábavní park a umělé jezero, tiskové centrum, prodejní stánky a veřejná prostranství.

## Historie
Výstaviště bylo postaveno v 70. letech 20. století pro potřeby mezinárodní výstavy. Vybudovala ho jugoslávská společnost Energoprojekt ve spolupráci s nigerijskou vládou v rámci Hnutí nezúčastněných zemí. Lokalita pro nové výstaviště byla vybrána s ohledem na přelidněnost středu města, přerušované dodávky elektřiny a problematické veřejné služby. Výstaviště mělo být jedním z prvních objektů, které měly umožnit rozvoj města na zelené louce. Areál navrhl architekt Zoran Bojović a jednotlivé objekty byly realizovány v duchu tehdy populárního brutalismu. Bojović se inspiroval některými africkými stavbami, které navštívil v Nigérii. Slavnostní otevření areálu se uskutečnilo v roce 1977, v předvečer veletrhu Lagos International Trade Fair. Ve své době se jednalo o největší projekt bělehradské společnosti na území Nigérie. 
Během let se technický stav areálu zhoršoval, navíc se v Nigérii nepořádal dostatečný počet výstav pro to, aby takto rozsáhlý areál dokázaly zaplnit. Po deseti letech od otevření, v roce 1987, nepřibyla na výstavišti žádná nová budova. Přelom pro areál představovala změna jeho využití; namísto výstavních areálů zde vznikly prodejní haly a z výstaviště se stalo velké tržiště a obchodní centrum pro stále rostoucí Lagos.
Nigerijská vláda se jej rozhodla v roce 2007 odprodat soukromé firmě, v roce 2018 byla smlouva nicméně vypovězena.